# Port lotniczy Reggio Calabria
Port lotniczy Reggio Calabria (Aeroporti di Reggio Calabria) – port lotniczy 4 km na południe od Reggio di Calabria, w Kalabrii. W 2005 obsłużył około 400 tys. pasażerów.

## Linie lotnicze i połączenia
| Linia Lotnicza | Kierunek |
| -------------- | --- |
| ITA Airways    | 1. Mediolan-Linate 2. Rzym-Fiumicino |
| Ryanair        | 1. Barcelona (od 26 kwietnia 2024) 2. Berlin (od 28 kwietnia 2024) 3. Bolonia (od 25 kwietnia 2024) 4. Manchester (od 28 kwietnia 2024) 5. Marsylia (od 26 kwietnia 2024) 6. Tirana (od 27 kwietnia 2024) 7. Turyn (od 25 kwietnia 2024) 8. Wenecja (od 25 kwietnia 2024) |